# Kitami
Kitami (jap. 北見市 Kitami-shi) – miasto w północnej części Japonii, prefekturze Hokkaido), w podprefekturze Ohōtsuku. Miasto ma powierzchnię 1 427,41 km². W 2020 r. mieszkało w nim 115 480 osób, w 55 024 gospodarstwach domowych  (w 2010 r. 125 689 osób, w 55 887 gospodarstwach domowych) .

## Współpraca
- Stany Zjednoczone: Elizabeth
- Rosja: Poronajsk
- Korea Południowa: Jinju
- Kanada: Barrhead[5]